# Pähtilänsaari
Pähtilänsaari är en ö i Finland. Den ligger i vattendraget Livojoki och i kommunen Pudasjärvi i den ekonomiska regionen  Oulunkaari  och landskapet Norra Österbotten, i den centrala delen av landet, 600 km norr om huvudstaden Helsingfors. Öns area är 11,3 hektar och dess största längd är 0,6 kilometer i nord-sydlig riktning.  Pähtilänsaari ligger i sjön Naisjärvi.